# Орявчик
Оря́вчик — село в Україні, у Стрийському районі Львівської області. Населення становить 186 осіб. Орган місцевого самоврядування — Козівська сільська рада.

## Географія
У селі на присілку Баласівка побудовані найвисокогірніші житлові будівлі на Львівщині. 
Селом протікає потік Оравчик.

## Населення
Згідно з переписом УРСР 1989 року чисельність наявного населення села становила 181 особа, з яких 86 чоловіків та 95 жінок.
За переписом населення України 2001 року в селі мешкало 185 осіб. 100 % населення вказало своєю рідною мовою українську.

## Релігійні споруди
- Церква Богоявлення Господнього